# 日本インドアゴルフ協会
一般社団法人 日本インドアゴルフ協会（英: JAPAN INDOOR GOLF ASSOCIATION、JIGA）は、インドアゴルフを普及するために設立された協会。
代表理事はステップゴルフ株式会社代表の榎本考修、理事は吉川化成株式会社常務取締役の吉川拓哉。

## 業務
一般社団法人日本インドアゴルフ協会の支援の範囲は、インドアゴルフを中心としつつも、そこに止まらず、全てのゴルフ関係者を対象としている。
新たなゴルファー創出、インドアゴルフスクールに関する経営やコーチ・サポートメンバー育成への支援、世の中へのインドアゴルフの認知と理解の促進、ゴルフビジネスに携わっている企業へのコンサルティングやマッチング、学校の部活動への支援などさまざまである。
- インドアゴルフ経営に関するコンサルティング
- ゴルフ関連事業の連携及び情報共有
- ゴルフ関連事業へ助言及び提言
- ゴルフ関連競技の企画及び運営
- ゴルフマナー・文化の向上及び推進
- ゴルフ関連事業の現状の把握
- 上記各号に付帯関連する一切の事業